# Bisbat de Casale Monferrato
El bisbat de Casale Monferrato (italià: diocesi di Casale Monferrato; llatí: Dioecesis Casalensis) és una seu de l'Església catòlica, sufragània de l'arquebisbat de Vercelli, que pertany a la regió eclesiàstica Piemont. El 2006 tenia 101.500 batejats d'un total de 103.900 habitants. Actualment està regida pel bisbe Alceste Catella.

## Territori
La diòcesi comprèn la part septentrional del Baix Monferrato. Limita al nord amb l'arxidiòcesi de Vercelli i amb la diòcesi d'Ivrea, a l'est amb la diòcesi de Vigevano, al sud amb les diòcesis d'Alessandria i d'Asti, i a l'oest amb l'arxidiòcesi de Torí.
La seu episcopal és la ciutat de Casale Monferrato, on es troba la catedral de Sant'Evasio.
El territori està dividit en 115 parròquies.

## Història
La diòcesi va ser erigida pel Papa Sixt IV el 18 d'abril de 1474 amb la butlla Pro excellenti, amb territori desmembrat de les diòcesis de Vercelli i d'Asti. Originalment era sufragània de l'arxidiòcesi de Milà.
Tres mesos després, l'1 d'agost, amb la butlla Super gregem, per garantir millor els ingressos de la nova diòcesi, Sixt IV annexà nous territoris a la diòcesi i establí amb més precisió els nous límits. En primer bisbe va ser Bernardino de Tebaldeschi, que, no tenint l'edat canònica per a l'ordenació, va ser nomenat inicialment administrador de la diòcesi fins que va ser ordenat bisbe el 1482, quan va arribar a l'edat mínima de 27 anys.
Durant l'era napoleònica va ser ampliada a costa de les diòcesis suprimides de Bobbio i Alexandria, i va esdevenir sufragània de Torí. El 17 de juliol de 1817 es va erigir la metròpolitana de Vercelli, i la diòcesi de Casale va esdevenir sufragània. El 23 de novembre de 1817 també es va restablir la diòcesi de Bobbio.

## Cronologia episcopal
- Bernardino de Tebaldeschi † (21 de maig de 1474 - 12 de febrer de 1517 mort)
- Gian Giorgio Paleologo † (12 de febrer de 1517 - 12 de gener de 1525 dimití)
- Bernardino Castellari † (13 de gener de 1525 - 15 de novembre de 1529 dimití)
  - Ippolito de' Medici † (15 de novembre de 1529 - 1531 dimití) (administrador apostòlic)
- Bernardino Castellari † (6 de març de 1531 - 1546 dimití) (per la seconda volta)
  - Bernardino della Croce † (7 de juny de 1546 - 27 d'abril de 1547 nomenat bisbe d'Asti) (bisbe electe)
- Franzino Micheli † (13 de juliol de 1548 - 1555 dimití)
- Scipione d'Este † (5 de juny de 1555 - 12 de juliol de 1567 mort)
- Ambrogio Aldegati, O.P. † (3 de setembre de 1567 - 18 d'abril de 1570 mort)
- Benedetto Erba, O.P. † (16 de juny de 1570 - 28 de desembre de 1576 mort)
- Alessandro Andreasi † (11 de març de 1577 - 14 de novembre de 1583 nomenat bisbe de Màntua)
- Aurelio Zibramonti † (14 de novembre de 1583 - 1589 mort)
- Marcantonio Gonzaga † (30 d'agost de 1589 - 7 de maig de 1592 mort)
- Settimio Borsari † (12 de juny de 1592 - 29 d'abril de 1594 mort)
- Tullio del Carretto † (13 de juliol de 1594 - 13 d'octubre de 1614 mort)
- Scipione Pasquali † (12 de gener de 1615 - 1624 mort)
- Scipione Agnelli † (12 de febrer de 1624 - 1 d'octubre de 1653 mort)
- Gerolamo Miroglio † (29 de novembre de 1655 - 14 de setembre de 1679)
- Lelio Ardizzone † (13 de maig de 1680 - de novembre de 1699 mort)
- Pier Secondo Radicati † (9 de maig de 1701 - 12 d'abril de 1728 nomenat bisbe d'Osimo)
- Pier Gerolamo Caravadossi, O.P. † (10 de maig de 1728 - 25 de maig de 1746 mort)
- Ignazio Della Chiesa † (28 de novembre de 1746 - 29 de juliol de 1758 mort)
- Giuseppe Luigi Avogadro, C.R.L. † (19 de novembre de 1759 - 22 de maig de 1792 mort)
- Teresio Maria Carlo Vittorio Ferrero della Marmora † (27 de juny de 1796 - 18 de maig de 1803 dimití)
  - Sede vacante (1803-1805)
- Jean-Chrysostome de Villaret † (23 de desembre de 1805 - 3 d'octubre de 1814 jubilat)
  - Sede vacante (1814-1817)
- Francesco Alciati † (1 d'octubre de 1817 - 26 d'octubre de 1828 mort)
- Francesco Icheri di Malabaila † (5 de juliol de 1830 - de juliol de 1846 mort)
- Luigi Nazari di Calabiana † (12 d'abril de 1847 - 27 de març de 1867 nomenat arquebisbe de Milà)
- Pietro Maria Ferrè † (27 de març de 1867 - 13 d'abril de 1886 mort)
- Filippo Chiesa † (7 de juny de 1886 - 3 de novembre de 1886 mort)
- Edoardo Pulciano † (14 de març de 1887 - 11 de juliol de 1892 nomenat bisbe de Novara)
- Paolo Maria Barone † (11 de juliol de 1892 - 17 de març de 1903 jubilat)
- Ludovico Gavotti † (22 de juny de 1903 - 22 de gener de 1915 nomenat arquebisbe de Gènova)
- Albino Pella † (2 d'abril de 1915 - 17 de maig de 1940 mort)
- Giuseppe Angrisani † (1 de juliol de 1940 - 1 de març de 1971 jubilat)
- Carlo Cavalla † (1 de març de 1971 - 3 de juny de 1995 jubilat)
- Germano Zaccheo † (3 de juny de 1995 - 20 de novembre de 2007 mort)
- Alceste Catella, des del 15 de maig de 2008

## Estadístiques
A finals del 2006, la diòcesi tenia 101.500 batejats sobre una població de 103.900 persones, equivalent al 97,7% del total.
| any  | població | població | població | sacerdots | sacerdots       | sacerdots       | sacerdots             | diaques | religiosos | religiosos | parroquies |
| ---- | -------- | -------- | -------- | --------- | --------------- | --------------- | --------------------- | ------- | ---------- | ---------- | ---------- |
| any  | batejats | total    | %        | total     | clergat secular | clergat regular | batejats por sacerdot | diaques | homes      | dones      |            |
| 1949 | 138.268  | 138.358  | 99,9     | 385       | 256             | 129             | 359                   |         | 140        | 670        | 146        |
| 1959 | 133.482  |          |          | 349       | 241             | 108             | 382                   |         | 180        | 635        | 146        |
| 1970 | 128.750  | 129.000  | 99,8     | 266       | 188             | 78              | 484                   |         | 108        | 505        | 147        |
| 1980 | 118.300  | 119.000  | 99,4     | 191       | 148             | 43              | 619                   | 1       | 55         | 332        | 148        |
| 1990 | 107.000  | 109.217  | 98,0     | 165       | 124             | 41              | 648                   | 8       | 49         | 230        | 115        |
| 1999 | 102.500  | 104.900  | 97,7     | 135       | 106             | 29              | 759                   | 8       | 33         | 165        | 115        |
| 2000 | 102.500  | 105.100  | 97,5     | 132       | 103             | 29              | 776                   | 9       | 35         | 159        | 115        |
| 2001 | 102.450  | 105.080  | 97,5     | 128       | 100             | 28              | 800                   | 12      | 34         | 163        | 115        |
| 2002 | 101.700  | 104.058  | 97,7     | 126       | 96              | 30              | 807                   | 13      | 34         | 160        | 115        |
| 2003 | 101.700  | 104.000  | 97,8     | 127       | 98              | 29              | 800                   | 13      | 33         | 150        | 115        |
| 2004 | 101.200  | 103.500  | 97,8     | 129       | 100             | 29              | 784                   | 12      | 33         | 145        | 115        |
| 2006 | 101.500  | 103.900  | 97,7     | 125       | 97              | 28              | 812                   | 13      | 32         | 149        | 115        |